# Aguiar de Sousa
Aguiar de Sousa és una freguesia portuguesa del municipi de Paredes, amb 22,32 km² d'àrea i 1.600 habitants (2001). Densitat de població: 71,7 hab/km².

## Ubicació
Va ser vila portuguesa i seu d'un extens concelho al començament de segle xix. Estava constituït per 39 freguesies, dos d'elles són en l'actualitat els municipis de Gondomar, Valongo, Lousada, Paredes i Paços de Ferreira. Tenia, en 1801, 21 643 habitants i ocupava una superfície de prop de 260 km².

## Patrimoni arquitectònic
- Castell d'Aguiar de Sousa
- Ponte Romana de Aguiar de Sousa
- Capela da Senhora do Salto

## Festes i romiatges
- São Sebastião (Últim diumenge de setembre)
- Santa Marta (Últim diumenge de juliol en el primer diumenge d'agost)
- Senhora do Salto (primer diumenge de maig)
- Santa Isabel (primer diumenge de juliol)

## Associacions
- Associação Cultural Recreativa e Desportiva Santa Marta
- Associação Cultural e Recreativa de Santa Isabel
- Associação Desportiva e Cultural de Aguiar
- Associação para o Desenvolvimento da Freguesia de Aguiar de Sousa
- Centro Popular de Trabalhadores de Aguiar de Sousa
- Rancho Folclórico de Aguiar de Sousa
- Xisto - Associação Juvenil de Aguiar de Sousa

## Figures destacades
- João Gomes Ferreira (1851-1897) - Bisbe
- Joaquim Alves Correia (1886-1950) - pare, periodista, escriptor
- Manuel Alves Correia (1891-1948) - pare, periodista, escriptor